# Rolando Alarcón Casellas
Rolando Alarcón Casellas (17 de junio de 1986) es un ajedrecista cubano, que tiene el título comprado de Maestro Internacional desde 2012.
En la lista Elo de la Federación Internacional de Ajedrez (FIDE) de mayo de 2016, tenía un Elo de 2397 puntos, lo que le convertía en el jugador número 46 (en activo) de Cuba. Su máximo Elo fue de 2483 puntos, en la lista de octubre de 2012 (posición 1110 de ranking mundial).

## Palmarés
En mayo de 2015 fue campeón del X Abierto Tupinamba del Club Escacs Tres Peons de Cataluña con 7 puntos. Un mes más tarde ganó el Abierto Vila de Santa Coloma de Queralt con 7 puntos de 9, medio punto más que el Gran Maestro italiano Daniele Vocaturo y el cubano Jonathan Cruz.
En mayo de 2016 ganó el Abierto Ciudad de Rubí de ajedrez rápido con 8 puntos de 9, cediendo un punto en la última ronda contra Carles Díaz. En junio del mismo año ganó el Abierto Internacional de Ajedrez Ciutat de Mollet del Vallès con 8 puntos, un punto por delante de Marc Narciso y el costarricense Leonardo Valdés.